# Ignjatović
Ignjatović je priimek več znanih oseb:
- Jakov Ignjatović (1824—1888), srbski pisatelj
- Miroljub Ignjatović, srbsko-slovenski sociolog (industrijski odnosi, trg dela in zaposlovanje)